# Zogno
Zogno là một đô thị ở tỉnh Bergamo trong vùng Lombardia, có vị trí cách khoảng 50 km về phía đông bắc của Milan và khoảng 11 km về phía bắc của Bergamo. Tại thời điểm ngày 31 tháng 12 năm 2004, đô thị này có dân số 9.034 người và diện tích là 34,9 km².
Đô thị Zogno có các frazioni (đơn vị cấp dưới, chủ yếu là các làng) Endenna, Somendenna, Grumello de' Zanchi, Poscante, Stabello, Miragolo San Marco, và Miragolo San Salvatore.
Zogno giáp các đô thị: Algua, Alzano Lombardo, Bracca, Brembilla, Costa di Serina, Nembro, Ponteranica, San Pellegrino Terme, Sedrina, Sorisole.

## Biến động dân số

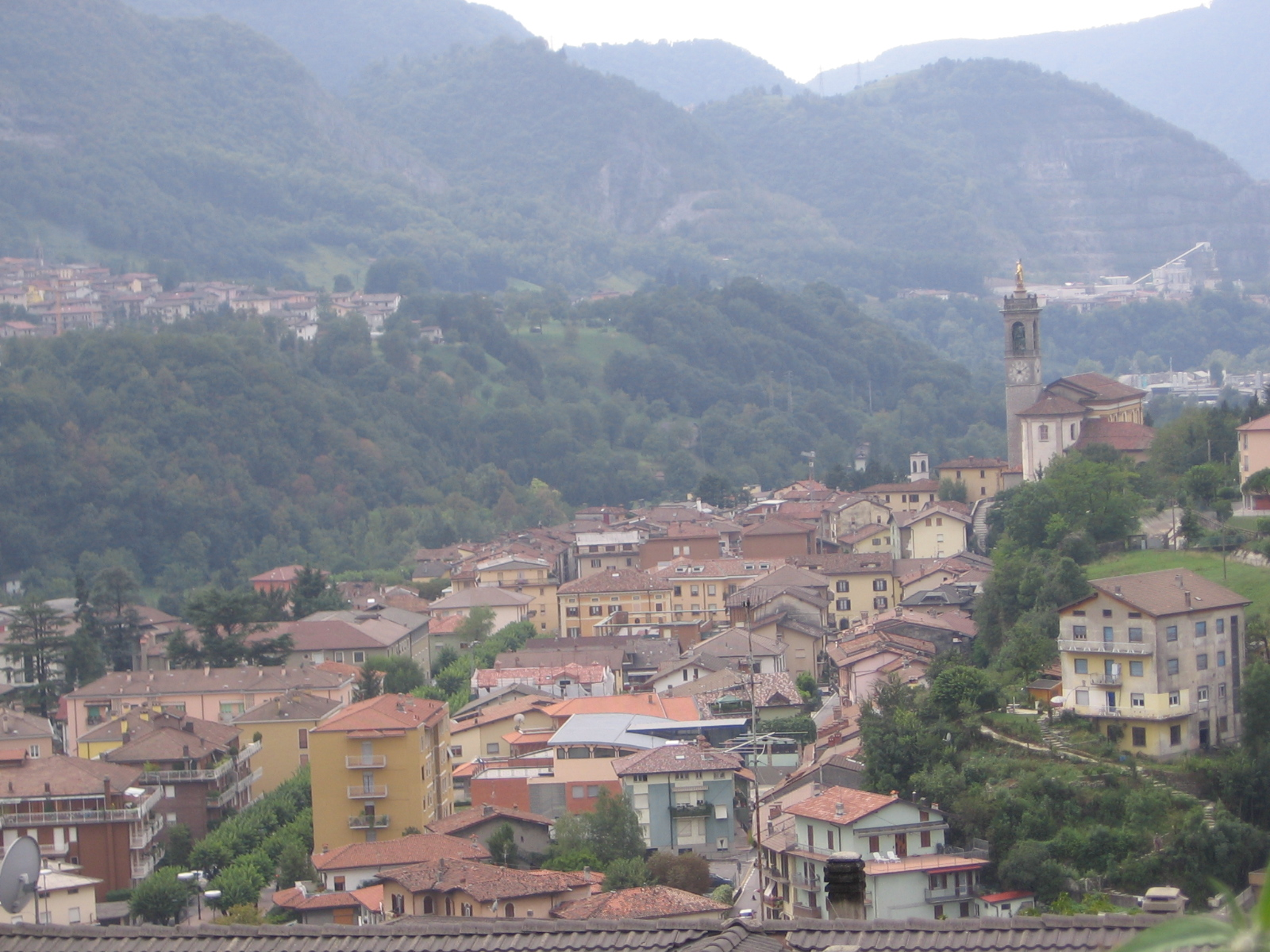
Panorama, Zogno (2007)